# Pavel Mintioukov
Pavel Alekseïevitch Mintioukov (en russe : Павел Алексеевич Минтюков et en anglais : Pavel Mintyukov), né le 25 novembre 2003 à Moscou, est un joueur russe de hockey sur glace. Il évolue à la position de défenseur.

## Biographie

### Carrière junior
Mintioukov commence sa carrière junior avec le Dinamo Moscou en 2017-2018. Il intègre le contingent des moins de 16 ans, disputant 22 rencontres et amassant 10 points. Son équipe finit à la 4e place de la conférence moscovite.
Avant cela, il dispute le tournoi des sélections mondiales junior. En 2015-2016, il évolue avec la sélection russe des moins de 13 ans, enregistrant 4 points en 8 rencontres. Il prend également part à la coupe des districts, représentant l'Équipe de Moscou. En 2016-2017 avec les moins de 14 ans, il remporte la compétition, inscrivant 3 points en 6 rencontres.
En 2017-2018, il représente également le Dinamo lors des sélections mondiales junior, disputant 7 parties pour un total de 3 passes dans la catégorie moins de 15 ans.
Lors de la saison 2018-2019, il participe à la coupe des districts. En 8 matchs, il comptabilise 7 points, aidant sa formation à terminé à la 3e place. Il dispute également le championnat avec les moins de 16 ans, amassant 20 points en 24 rencontres de saison régulière et 4 points lors des 6 matchs de séries éliminatoires. L'équipe moins de 16 ans remporte sa conférence. Il obtient un essai de 3 matchs avec les moins de 17 ans, mais n'inscrit aucun point. Il renforce le contingent des moins de 18 ans, jouant 7 rencontres de saison régulière pour un total de 10 points et 7 matchs de séries sans marquer de points. Son équipe est éliminée lors des demis-finale.
La saison suivante, il débute avec le contingent des moins de 17 ans, amassant 2 points en 3 parties, puis il intègre le HK MVD, formation évoluant dans la MHL. Il obtient 3 points en 33 rencontres de saison régulière et le MVD termine la saison à la 6e place de la conférence Ouest, donnant droit à une participation aux séries éliminatoires. Il dispute 3 des 4 parties face au Krasnaïa Armia, ne comptabilisant aucun point. La saison du MVD s'arrête au stade des huitièmes de finalef.
Choisi au 52e rang du repêchage de la Ligue de hockey de l'Ontario par le Spirit de Saginaw, il signe son contrat junior avec l'équipe le 7 juillet 2020.
La Saison 2020-2021 n'a pas lieu à cause de la pandémie de la pandémie de COVID-19, il ne dispute aucun match.
Lors de la saison suivante, il dispute 67 rencontres de saison régulière, inscrivant 62 points, il est le meilleur de son équipe au classement par points. Son équipe termine à l'avant dernier rang de la ligue.
En prévision du repêchage de 2022, la centrale de recrutement de la LNH le classe au 6e rang des espoirs nord-américains chez les patineurs.
Il est sélectionné au 10e rang par les Ducks d'Anaheim.
Le 14 octobre 2023, il joue son premier match dans la Ligue nationale de hockey avec les Ducks face aux Golden Knights de Vegas.

### En équipe nationale
Mintioukov représente la Russie, il intègre le contingent des moins de 16 ans en 2018-2019.
Il participe au Défi mondial des moins de 17 ans en 2019. La Russie remporte la compétition, battant en finale la États-Unis sur le score de 6-2.

### Dans la ligue nationale
Il dispute son premier match en carrière dans la Ligue nationale de hockey le 15 octobre 2023 face au Golden Knights de Vegas. Le lendemain, soit le 16 octobre 2023, il récolte son premier but face Hurricanes de la Caroline.

## Statistiques

### En club
| Saison    | Équipe               | Ligue   |                   | Saison régulière  | Saison régulière  | Saison régulière  | Saison régulière  | Saison régulière |   | Séries éliminatoires | Séries éliminatoires | Séries éliminatoires | Séries éliminatoires | Séries éliminatoires |
| Saison    | Équipe               | Ligue   | PJ                | B                 | A                 | Pts               | Pun               | PJ               | B | A                    | Pts                  | Pun                  |                      |                      |
| 2015-2016 | Sélection Russe M13  | WSI U13 | 8                 | 0                 | 4                 | 4                 | 2                 | -                | - | -                    | -                    | -                    |                      |                      |
| 2016-2017 | Équipe de Moscou M14 | CD M14  | 6                 | 2                 | 1                 | 3                 | 0                 | -                | - | -                    | -                    | -                    |                      |                      |
| 2017-2018 | Dinamo Moscou M15    | WSI U15 | 7                 | 0                 | 3                 | 3                 | 2                 | -                | - | -                    | -                    | -                    |                      |                      |
| 2017-2018 | Dinamo Moscou M16    | LHR M16 | 22                | 2                 | 8                 | 10                | 6                 | -                | - | -                    | -                    | -                    |                      |                      |
| 2018-2019 | Équipe de Moscou M16 | CD M16  | 8                 | 1                 | 6                 | 7                 | 2                 | -                | - | -                    | -                    | -                    |                      |                      |
| 2018-2019 | Dinamo Moscou M16    | LHR M16 | 24                | 9                 | 11                | 20                | 10                | 6                | 1 | 3                    | 4                    | 0                    |                      |                      |
| 2018-2019 | Dinamo Moscou M17    | LHR M17 | 3                 | 0                 | 0                 | 0                 | 0                 | -                | - | -                    | -                    | -                    |                      |                      |
| 2018-2019 | Dinamo Moscou M18    | LHR M18 | 7                 | 2                 | 8                 | 10                | 0                 | 7                | 0 | 0                    | 0                    | 12                   |                      |                      |
| 2019-2020 | Dinamo Moscou M17    | LHR M17 | 3                 | 1                 | 1                 | 2                 | 2                 | -                | - | -                    | -                    | -                    |                      |                      |
| 2019-2020 | Dinamo Moscou M18    | LHR M18 | 0                 | 0                 | 0                 | 0                 | 0                 | 1                | 1 | 0                    | 1                    | 0                    |                      |                      |
| 2019-2020 | HK MVD               | MHL     | 33                | 1                 | 2                 | 3                 | 0                 | 3                | 0 | 0                    | 0                    | 0                    |                      |                      |
| 2020-2021 | Spirit de Saginaw    | LHO     | 0                 | 0                 | 0                 | 0                 | 0                 | -                | - | -                    | -                    | -                    |                      |                      |
| 2021-2022 | Spirit de Saginaw    | LHO     | 67                | 17                | 45                | 62                | 28                | -                | - | -                    | -                    | -                    |                      |                      |
| 2022-2023 | Spirit de Saginaw    | LHO     | 37                | 16                | 38                | 54                | 15                | -                | - | -                    | -                    | -                    |                      |                      |
| 2022-2023 | 67 d'Ottawa          | LHO     | 32                | 8                 | 26                | 34                | 11                | 11               | 0 | 9                    | 9                    | 2                    |                      |                      |
| 2023-2024 | Ducks d'Anaheim      | LNH     | Saison en cours ? | Saison en cours ? | Saison en cours ? | Saison en cours ? | Saison en cours ? |                  |   |                      |                      |                      |                      |                      |

### En équipe nationale
| Année     | Équipe     | Compétition                      |    | PJ | B | A | Pts | Pun       |  | Résultat |
| 2018-2019 | Russie M16 | International                    | 3  | 0  | 0 | 0 | 0   |           |  |          |
| 2019      | Russie M17 | Défi mondial des moins de 17 ans | 6  | 0  | 5 | 5 | 2   | 1re place |  |          |
| 2019-2020 | Russie M17 | International                    | 13 | 1  | 5 | 6 | 2   |           |  |          |

## Trophées et honneurs personnels

### Coupe des District
- 2017-2018 : médaille d'or des moins de 14 ans avec l'équipe de Moscou.

### Défi mondial des moins de 17 ans
- 2018-2019 : médaille d'or avec la Russie.